# Si c'est un homme
Si c'est un homme (italien : Se questo è un uomo prononcé : [se ˈkwɛsto ˈɛ un ˈwɔːmo]) est un témoignage autobiographique de Primo Levi, sur sa survie dans le camp de concentration et centre d'extermination d'Auschwitz, où il est détenu de février 1944 à la libération du camp, le 27 janvier 1945.
Chimiste juif italien, Primo Levi est arrêté pendant la Seconde Guerre mondiale en tant que membre de la résistance italienne au fascisme et déporté à Auschwitz en raison de la politique raciale nazie. Ayant survécu au processus de Selektion, il est transféré au camp auxiliaire de Monowitz-Buna et affecté au kommando de chimie de la Buna Werke, une filiale d’IG Farben chargée de produire un ersatz de caoutchouc pour soutenir l’effort de guerre allemand.

## Publication de l'ouvrage
Écrit entre décembre 1945 et janvier 1947, le manuscrit est refusé une première fois par la maison d’édition Einaudi et publié à faible tirage par un éditeur indépendant. Il demeure confidentiel jusqu’à la sortie de La Trève, second ouvrage de l’auteur paru en 1963 qui relate son retour circonvolué en Italie. Se questo è un uomo est alors vendu à près de cent mille exemplaires et traduit en plusieurs langues, dont l'allemand. Le succès du livre, décrit comme « l’une des œuvres les plus importantes du vingtième siècle », ne s’est plus démenti dès lors, et il est considéré comme un pilier de la littérature de la Shoah, aux côtés de La Nuit d’Elie Wiesel et du Journal d’Anne Frank.
Le titre de l'ouvrage est extrait d'un poème de l'auteur, intitulé Shema où il s'adresse au lecteur et lui enjoint, à l'instar du passage biblique que les juifs ont pour devoir de réciter deux fois par jour, de se souvenir toujours et transmettre ce que fut le Lager.

## Sujet du livre
Primo Levi est issu d’une vieille famille juive libérale du Piémont. Esprit brillant, il a obtenu un doctorat en chimie mais ne peut trouver d’emploi stable en raison de sa judéité dans l’Italie de Mussolini. À la suite des évènements de 1943, Levi souhaite prendre le maquis avec quelques camarades mais leur groupe, infiltré par un milicien fasciste, est arrêté le 13 décembre 1943. Interné au camp de Fossoli, Primo Levi se déclare juif pour éviter l’exécution en tant que résistant. Cependant, il est déporté en cette qualité vers Auschwitz le 22 février 1944, sous le n° 174.517 ; de son convoi de 650 personnes, seules 20 personnes dont l’auteur quitteront Auschwitz en vie.
À la libération du camp, Primo Levi et le docteur Leonardo De Benedetti sont chargés par les autorités soviétiques d’en dresser un « rapport technique » sur le fonctionnement pour les Alliés. Publié dans un journal médical italien en 1946, il semble toutefois avoir été rédigé principalement par De Benedetti. Ce rapport lui servira de base pour la rédaction de Si c'est un homme.

## Le récit
Si c'est un homme raconte l'expérience de son auteur dans le camp de concentration et centre d'extermination d'Auschwitz durant la Seconde Guerre mondiale. Primo Levi explique, à partir de son quotidien dans le camp, la lutte et l'organisation pour la survie des prisonniers. Tout au long de ce récit, il montre les horreurs de la déshumanisation des camps.
Ce livre comprend de nombreuses citations et rappels de la Divine Comédie de Dante : là où Dante descend dans les neuf cercles de l'enfer avant de retrouver le paradis, Primo Levi s'enfonce dans l'horreur de ce camp d'extermination. Il est considéré comme l'un des meilleurs témoignages sur la Shoah, car contrairement à d'autres récits, Primo Levi ne raconte pas la vie des camps de manière linéaire mais l'explique sur un ton neutre et dépassionné presque à la manière d'un sociologue.
L'auteur est arrêté en décembre 1943, en Italie, alors qu'il débutait des activités de résistant, dans un groupe très peu organisé. Il est déporté à Auschwitz en février 1944. Ayant échappé de justesse à la sélection qui conduisait à l'élimination pure et simple, il est assigné au camp de Monowitz-Buna (Auschwitz III). De son récit se dégagent l'humiliation, la perte de dignité humaine que les nazis ont fait subir aux Hommes.
Il explique le rôle des kapos qui sont bien souvent des prisonniers de droit commun, sélectionnés pour leur violence. Il explique aussi les hiérarchies à l'intérieur du camp, le « système » de promotion interne, les « combines » et ainsi pourquoi certains prisonniers ont pu survivre au « Lager » plusieurs années alors que la plupart y moururent en quelques mois.
Son témoignage est aussi marqué par la crainte du froid, la faim tenace, le désintérêt complet des prisonniers pour les plus faibles d'entre eux. Dans le camp, la solidarité était totalement absente. Si c'est un homme témoigne avec réalisme mais sans haine de la déshumanisation des êtres.
Heureusement, grâce à sa formation de chimiste et essentiellement à sa chance (selon Primo Levi), il va se trouver une place plus protégée. Malade de la scarlatine à l'évacuation du camp par les nazis, il échappe ainsi aux terribles marches de la mort, et organise avec deux autres camarades encore valides la survie de son « Block » à l'infirmerie, où il passe ses derniers jours avant la libération du camp par les soviétiques.
Un appendice a été ajouté à partir de 1976 à certaines éditions de Si c'est un homme, où Primo Levi essaie de répondre aux questions récurrentes posées lors de ses conférences :
« Dans votre livre, on ne trouve pas de trace de haine à l'égard des Allemands ni même de rancœur ou de désir de vengeance. Leur avez-vous pardonné ? »
« Est-ce que les Allemands, est-ce que les Alliés savaient ce qui se passait ? Comment est-il possible qu'un tel génocide, que l'extermination de millions d'êtres humains ait pu se perpétrer au cœur de l'Europe sans que personne n'en ait rien su ? »
« Y avait-il des prisonniers qui s’évadaient des Lager ? Comment se fait-il qu'il n'y ait pas eu de rébellions en masse ? »

## Extrait
Rongé par la soif, l'auteur se saisit d'un bloc de glace qu'il espère pouvoir lécher.
« [...] je n'ai pas plus tôt détaché le glaçon, qu'un grand et gros gaillard qui faisait les cent pas dehors vient à moi et me l'arrache brutalement. « Warum ? », dis-je dans mon allemand hésitant. « Hier ist kein warum » [Ici, il n'y a pas de pourquoi] »
Cette phrase est devenue, avec « Arbeit macht frei » (« le travail rend libre »), l'un des symboles de l'implacable horreur concentrationnaire nazie et du désespoir des déportés.

## Éditions

### En Italie
Éditions imprimées
- (it) Primo Levi (préf. Primo Levi), Se questo è un uomo, Turin, Éditions Da Silva, coll. « Biblioteca Leone Ginzburg » (no 3), 1947, 198 p. (présentation en ligne).
- (it) Primo Levi (préf. Primo Levi), Se questo è un uomo, Turin, Éditions Einaudi, coll. « Saggi » (no 233), 1958 (présentation en ligne).

Livre audio
- (it) Primo Levi, Se questo è un uomo, Rome, Éditions Emons, 16 janvier 2013 (ISBN 978-8-89835-969-1, présentation en ligne). Texte intégral ; narrateur : Roberto Saviano ; support : 1 disque compact audio MP3 ; durée : 5 h 43 min.

### En France
Éditions imprimées
- Primo Levi (trad. de l'italien par Michèle Causse, préf. Primo Levi), J'étais un homme [« Se questo è un uomo »], Paris, Éditions Buchet-Chastel, 1961, 187 p. (BNF 33078455).
- Primo Levi (trad. de l'italien par Martine Schruoffeneger), Si c'est un homme [« Se questo è un uomo »], Paris, Éditions Julliard, 1er octobre 1987, 265 p. (ISBN 978-2-266-02250-7, BNF 2-260-00528-4).
- Primo Levi (trad. de l'italien par Martine Schruoffeneger, préf. Primo Levi), Si c'est un homme [« Se questo è un uomo »], Paris, Éditions Pocket, coll. « Documents récits essais », 1er octobre 1988, 213 p. (ISBN 978-2-266-02250-7, présentation en ligne).
- Primo Levi (trad. de l'italien par Martine Schruoffeneger, préf. Philippe Claudel), Si c'est un homme [« Se questo è un uomo »], Paris, Éditions Robert Laffont, coll. « Pavillons », 6 avril 2017, 324 p. (ISBN 978-2-221-19983-1, présentation en ligne).

Livre audio
- Primo Levi (trad. de l'italien par Martine Schruoffeneger), Si c'est un homme [« Se questo è un uomo »], Paris, Éditions Audiolib, 9 septembre 2015 (ISBN 978-2-36762-032-9, BNF 44410194).Texte intégral ; narrateur : Raphaël Enthoven ; suivi d'une lecture par Benoît Peeters d'un entretien accordé par Primo Levi à Philip Roth et d'une interview de Raphaël Enthoven ; support : 1 disque compact audio MP3 ; durée : 7 h 35 min environ ; référence éditeur : Audiolib 1548386.

### En Allemagne
- (de) Primo Levi (trad. de l'italien par Heinz Riedt, préf. Primo Levi), Ist das ein Mensch ? [« Se questo è un uomo »], Francfort-sur-le-Main, Éditions Fischer Bücherei, 1er janvier 1961, 180 p.